# 350e Squadron RAF
Het 350e Squadron is een jagerssquadron van de Belgische Luchtcomponent van Defensie. Het werd oorspronkelijk opgericht in 1941 als Nr. 350 (Belgisch) Squadron van de Royal Air Force tijdens de Tweede Wereldoorlog. De eenheid werd, samen met het 349e Smaldeel, in 1946 overgedragen aan de Belgische Luchtmacht. Het squadron maakt tegenwoordig deel uit van de 2de Tactische Wing op Vliegbasis Florennes en vliegt met de Lockheed Martin F-16 Fighting Falcon.

## Geschiedenis

### Royal Air Force (1942-46)
Het 350e squadron, het eerste squadron van de Royal Air Force dat gevormd werd door Belgisch personeel, werd in november 1941 opgericht op RAF Valley in het Verenigd Koninkrijk. Het squadron vloog eerst met de Supermarine Spitfire ter bescherming van konvooien boven de Ierse zee en verhuisde begin 1942 naar RAF Atcham. In april 1942 verhuisde het squadron naar RAF Debden en voerde offensieve operaties uit boven Frankrijk. Het squadron verplaatste zich verschillende keren rond Zuid-Engeland.
Tijdens Operatie Overlord (de geallieerde invasie van Normandië in juni 1944) was het uitgerust met de Spitfire V LF opererend vanaf RAF Friston in de luchtverdediging van Groot-Brittannië, hoewel onder de operationele controle van RAF Second Tactical Air Force. Het voerde patrouilles uit op het strand tijdens de invasie. Tijdens Operatie Diver in augustus 1944 opereerde het Squadron met de Spitfire XIV tegen V-1 vliegende bommen die Engeland aanvielen. Het squadron verhuisde in december 1944 naar België om offensieve patrouilles boven het slagveld uit te voeren waaronder patrouilles in de omgeving van Berlijn. Het squadron werd op 15 oktober 1946 opgeheven bij de overdracht aan de Belgische luchtmacht.

#### Vliegtuigen in dienst van RAF
| Van      | Tot      | Toestel              | Variant   |
| -------- | -------- | -------------------- | --------- |
| nov 1941 | apr 1942 | Supermarine Spitfire | Mk.II     |
| feb 1942 | dec 1943 | Supermarine Spitfire | Mk.Vb     |
| dec 1943 | maa 1944 | Supermarine Spitfire | Mk.IX     |
| mar 1944 | jul 1944 | Supermarine Spitfire | Mk.Vb, Vc |
| jul 1944 | aug 1944 | Supermarine Spitfire | Mk.IX     |
| aug 1944 | okt 1946 | Supermarine Spitfire | Mk.XIV    |
| apr 1946 | okt 1946 | Supermarine Spitfire | LF.XVIe   |

#### Bevelhebbers officieren
| Van        | Tot      | Naam                               |
| ---------- | -------- | ---------------------------------- |
| N-nov 1941 | maa 1942 | S/Ldr. J.M. Thompson, DFC          |
| maa 1942   | dec 1942 | S/Ldr. D.A. Guillaume, DFC         |
| dec 1942   | jan 1944 | S/Ldr. A.L.T.J. Boussa             |
| jan 1944   | maa 1944 | S/Ldr. L.O. Prevot                 |
| maa 1944   | okt 1944 | S/Ldr. M.G.L. Donnet, DFC          |
| okt 1944   | jan 1945 | S/Ldr. L. Collignon                |
| jan 1945   | feb 1945 | S/Ldr. T. Spencer, DFC             |
| feb 1945   | apr 1945 | S/Ldr. F. Wooley, DFC              |
| apr 1945   | apr 1945 | S/Ldr. T. Spencer, DFC             |
| apr 1945   | aug 1945 | S/Ldr. H. Walmsley                 |
| aug 1945   | okt 1946 | S/Ldr. R. Van Lierde, DFC & 2 Bars |

### Belgische Luchtmacht (1946-heden)
In 1946 werd het squadron geïntegreerd in de Belgische luchtmacht.
In juli 1949 kreeg het squadron zijn eerste straalvliegtuig, de Gloster Meteor Mk. 4 y 8. In 1954 werden ze vervangen door de Hawker Hunter Mk 4. In 1958 kregen ze de Avro Canada CF-100 Canuck. In augustus 1964 ontving de eenheid Lockheed F-104G Starfighters en nam de rol van Quick Reaction Alert (QRA) op zich met het 349e Squadron.
In 1975 werden de Starfighters uiteindelijk vervangen door F-16's, die in januari 1982 operationeel werden met dit type.
In 1993 werd de 1st Fighter Wing opgeheven en in 1996 verliet het squadron Beauvechain om zich bij de 2nd Tactical Wing te Florennes te voegen.
In 1999 nam de eenheid deel aan Operatie Allied Force: de NAVO-bombardementen op Joegoslavië.
Actieve squadrons:
1 ·
2 ·
3 ·
4 ·
6 ·
7 ·
8 ·
9 ·
10 ·
11 ·
12 ·
13 ·
14 ·
16 ·
17 ·
18 ·
19 ·
20 ·
22 ·
23 ·
24 ·
27 ·
28 ·
29 ·
30 ·
31 ·
32 ·
33 ·
39 ·
41 ·
42 ·
43 ·
45 ·
47 ·
51 ·
54 ·
55 ·
56 ·
60 ·
70 ·
72 ·
78 ·
84 ·
99 ·
100 ·
101 ·
111 ·
120 ·
201 ·
202 ·
207 ·
208 ·
216 ·
230 ·
617 

Inactieve squadrons: 

5 ·
15 ·
21 ·
25 ·
26 ·
34 ·
35 ·
36 ·
37 ·
38 ·
40 ·
44 ·
46 ·
48 ·
49 ·
50 ·
52 ·
53 ·
57 ·
58 ·
59 ·
61 ·
62 ·
63 ·
64 ·
65 ·
66 ·
67 ·
68 ·
69 ·
73 ·
74 ·
76 ·
77 ·
79 ·
80 ·
81 ·
82 ·
83 ·
85 ·
86 ·
87 ·
88 ·
89 ·
90 ·
91 ·
92 ·
93 ·
94 ·
95 ·
96 ·
97 ·
98 ·
102 ·
103 ·
104 ·
105 ·
106 ·
107 ·
108 ·
109 ·
110 ·
112 ·
113 ·
114 ·
115 ·
116 ·
117 ·
118 ·
119 ·
122 ·
123 ·
124 ·
125 ·
126 ·
127 ·
128 ·
129 ·
130 ·
131 ·
132 ·
134 ·
135 ·
136 ·
137 ·
138 ·
139 ·
140 ·
141 ·
142 ·
143 ·
144 ·
145 ·
146 ·
147 ·
148 ·
149 ·
150 ·
151 ·
152 ·
153 ·
154 ·
155 ·
156 ·
157 ·
158 ·
159 ·
160 ·
161 ·
162 ·
163 ·
164 ·
165 ·
166 ·
167 ·
168 ·
169 ·
170 ·
171 ·
172 ·
173 ·
174 ·
175 ·
176 ·
177 ·
178 ·
179 ·
180 ·
181 ·
182 ·
183 ·
184 ·
185 ·
186 ·
187 ·
188 ·
189 ·
190 ·
191 ·
192 ·
193 ·
194 ·
195 ·
196 ·
197 ·
198 ·
199 ·
200 ·
203 ·
204 ·
205 ·
206 ·
209 ·
210 ·
211 ·
212 ·
213 ·
214 ·
215 ·
217 ·
218 ·
219 ·
220 ·
221 ·
222 ·
223 ·
224 ·
225 ·
226 ·
227 ·
228 ·
229 ·
231 ·
232 ·
233 ·
234 ·
235 ·
236 ·
237 ·
238 ·
239 ·
240 ·
241 ·
242 ·
243 ·
244 ·
245 ·
246 ·
247 ·
248 ·
249 ·
250 ·
251 ·
252 ·
253 ·
254 ·
255 ·
256 ·
257 ·
258 ·
259 ·
260 ·
261 ·
262 ·
263 ·
264 ·
265 ·
266 ·
267 ·
268 ·
269 ·
270 ·
271 ·
272 ·
273 ·
274 ·
275 ·
276 ·
277 ·
278 ·
279 ·
280 ·
281 ·
282 ·
283 ·
284 ·
285 ·
286 ·
287 ·
288 ·
289 ·
290 ·
291 ·
292 ·
293 ·
294 ·
295 ·
296 ·
297 ·
298 ·
299 ·
353 ·
354 ·
355 ·
356 ·
357 ·
358 ·
359 ·
360 ·
361 ·
510 ·
511 ·
512 ·
513 ·
514 ·
515 ·
516 ·
517 ·
518 ·
519 ·
520 ·
521 ·
524 ·
525 ·
526 ·
527 ·
528 ·
529 ·
530 ·
531 ·
532 ·
533 ·
534 ·
535 ·
536 ·
537 ·
538 ·
539 ·
540 ·
541 ·
542 ·
543 ·
544 ·
545 ·
546 ·
547 ·
548 ·
549 ·
550 ·
567 ·
569 ·
570 ·
571 ·
575 ·
576 ·
577 ·
578 ·
582 ·
586 ·
587 ·
595 ·
597 ·
598 ·
618 ·
619 ·
620 ·
621 ·
622 ·
623 ·
624 ·
625 ·
626 ·
627 ·
628 ·
629 ·
630 ·
631 ·
635 ·
639 ·
640 ·
644 ·
650 ·
651 ·
652 ·
653 ·
654 ·
655 ·
656 ·
657 ·
658 ·
659 ·
660 ·
661 ·
662 ·
663 ·
664 ·
665 ·
666 ·
667 ·
668 ·
669 ·
670 ·
671 ·
672 ·
673 ·
679 ·
680 ·
681 ·
682 ·
683 ·
684 ·
691 ·
692 ·
695

Commonwealth luchtmachteenheden aangesloten bij de RAF tijdens de Tweede Wereldoorlog

Australië – RAAF: 450 ·
451 ·
452 ·
453 ·
454 ·
455 ·
456 ·
457 ·
458 ·
459 ·
460 ·
461 ·
462 ·
463 ·
464 ·
466 ·
467

Canada – RCAF: 400 ·
401 ·
402 ·
403 ·
404 ·
405 ·
406 ·
407 ·
408 ·
409 ·
410 ·
411 ·
412 ·
413 ·
414 ·
415 ·
416 ·
417 ·
418 ·
419 ·
420 ·
421 ·
422 ·
423 ·
424 ·
425 ·
426 ·
427 ·
428 ·
429 ·
430 ·
431 ·
432 ·
433 ·
434 ·
435 ·
436 ·
437 ·
438 ·
439 ·
440 ·
441 ·
442 ·
443

Nieuw-Zeeland – RNZAF: 75 ·
485 ·
486 ·
487 ·
488 ·
489 ·
490

Squadrons die gevormd zijn voor niet-leden van de Commonwealth tijdens de Tweede Wereldoorlog

Verenigde Staten: 71 ·
121 ·
133 · Polen: 300 ·
301 ·
302 ·
303 ·
304 ·
305 ·
306 ·
307 ·
308 ·
309 ·
315 ·
316 ·
317 ·
318 ·
663 · Tsjecho-Slowakije: 310 ·
311 ·
312 ·
313 · Nederland: 320 ·
321 ·
322 · Frankrijk: 326 ·
327 ·
328 ·
329 ·
340 ·
341 ·
342 ·
343 ·
344 ·
345 ·
346 ·
347 · Noorwegen: 330 ·
331 ·
332 ·
333 ·
334 · Griekenland: 335 ·
336 · België: 349 ·
350 · Joegoslavië: 351 ·
352

Royal Auxiliary Air Force:

Speciale Reserve: 500 ·
501 ·
502 ·
503 ·
504 · Auxiliary Air Force: 600 ·
601 ·
602 ·
603 ·
604 · 
605 ·
606 ·
607 ·
608 ·
609 ·
610 ·
611 ·
612 ·
613 ·
614 ·
615 ·
616